# Кириковский сельсовет (Нижегородская область)
Кириковский сельсовет — муниципальное образование в Лысковском районе Нижегородской области. Имеет статус сельского поселения.
Административный центр — село Кириково.

## История
Статус и границы сельского поселения установлены Законом Нижегородской области от 15 июня 2004 года № 60-З «О наделении муниципальных образований - городов, рабочих посёлков и сельсоветов Нижегородской области статусом городского, сельского поселения».

## Население
| 2002  | 2010  | 2012  | 2013  | 2014  | 2015  | 2016  |
| ----- | ----- | ----- | ----- | ----- | ----- | ----- |
| 1792  | ↘1712 | ↗1745 | ↘1727 | ↘1710 | ↘1676 | ↘1643 |
| 2017  | 2018  | 2019  | 2020  |       |       |       |
| ↘1637 | ↘1628 | ↘1594 | ↘1569 |       |       |       |

## Состав сельского поселения
| №  | Населённый пункт | Тип населённого пункта       | Население |
| -- | ---------------- | ---------------------------- | --------- |
| 1  | Баранниково      | деревня                      | ↘7        |
| 2  | Белавино         | деревня                      | ↘18       |
| 3  | Богомолово       | деревня                      | ↘156      |
| 4  | Большое Шипилово | село                         | ↘9        |
| 5  | Ермолино         | село                         | ↘67       |
| 6  | Кириково         | село, административный центр | ↘472      |
| 7  | Красная Лука     | село                         | ↗207      |
| 8  | Летнево          | деревня                      | ↘514      |
| 9  | Ляпуны           | село                         | ↗244      |
| 10 | Малое Шипилово   | село                         | ↘7        |
| 11 | Монари           | деревня                      | ↗10       |
| 12 | Уварово          | деревня                      | →1        |

Населённые пункты, прекратившие существование:
- д. Гражданка
- д. Новая Поляна
- п. Энергия